# Megalidia elongata
Megalidia elongata är en insektsart som beskrevs av Nielson 1982. Megalidia elongata ingår i släktet Megalidia och familjen dvärgstritar. Inga underarter finns listade i Catalogue of Life.